# Parmalat
Parmalat é uma empresa italiana de produtos alimentícios subsidiária da multinacional francesa Lactalis. Fundada por Calisto Tanzi em 1961 na cidade de Collecchio, na província de Parma, foi uma das maiores empresas europeias de produtos lacticínios antes de a justiça italiana declarar sua falência, em dezembro de 2003. Desde 2011, é uma subsidiária do grupo francês Lactalis, que obteve o controle total desde 2019.
Calisto Tanzi, o ex-presidente do grupo italiano Parmalat, cuja falência em 2003 deixou uma dívida de 14 bilhões de euros, foi detido no dia 5 de maio de 2011 em Parma, depois de ter sido condenado de forma definitiva a oito anos e um mês de prisão.

## Recuperação judicial

### Brasil
A subsidiária no Brasil, a Parmalat Brasil, assim como a Parmalat no mundo, entrou em colapso. Com a aprovação da nova lei de falências (Lei nº 11.101/2005), a Parmalat Brasil entrou em recuperação judicial, onde seu plano de recuperação foi aprovado dando fôlego à empresa para continuar suas operações tal como aconteceu com a Varig e a Vasp.

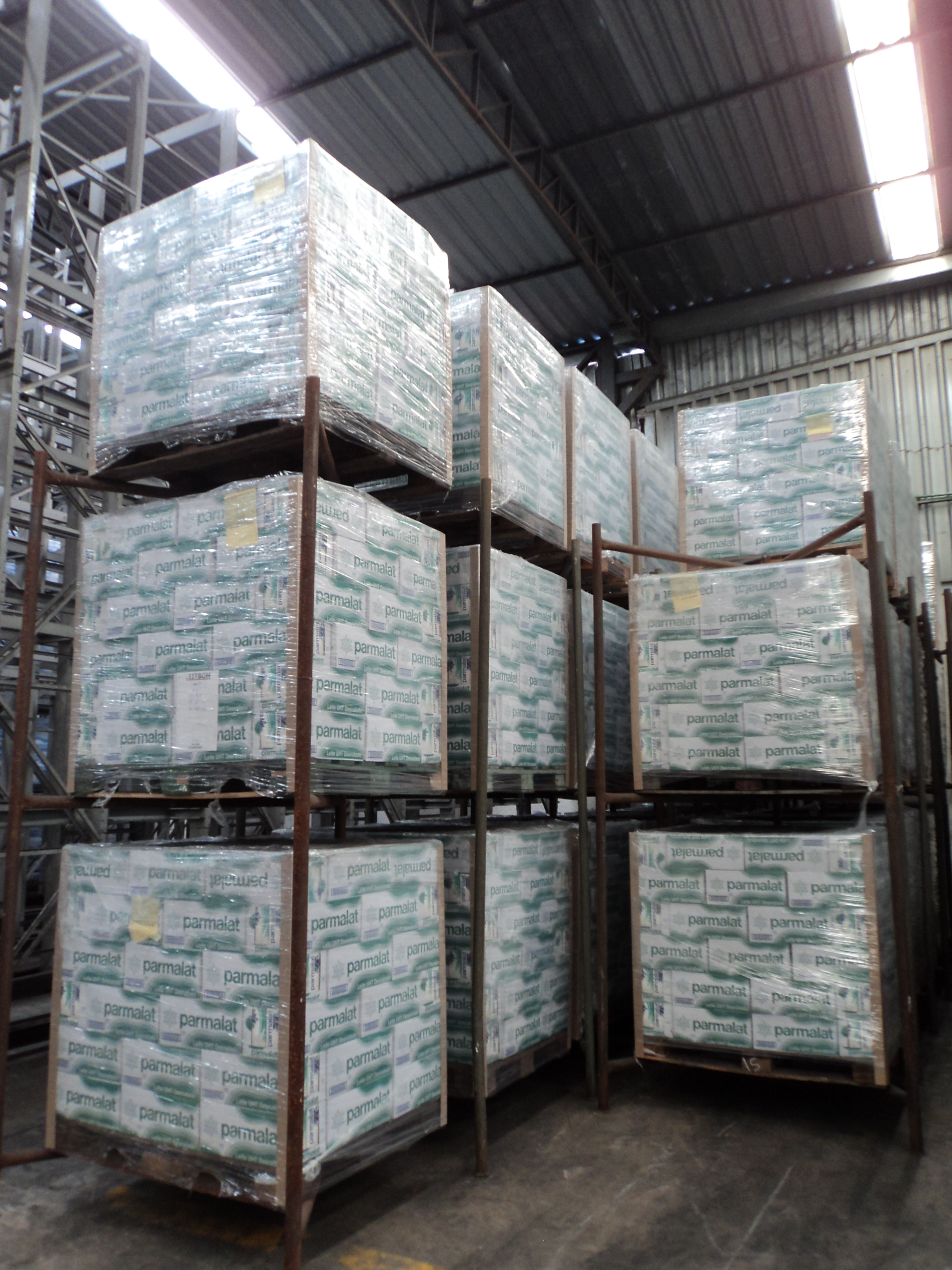
Caixas de leite da Parmalat em Governador Valadares, Minas Gerais, Brasil.

Neste cenário, a Laep Investments Ltd comprou a Parmalat por R$ 140 milhões e vendeu a Batavo que estava dentro do complexo Parmalat para a Perdigão por R$ 120 milhões, ou seja, a Parmalat toda custou 20 milhões à Laep.
Em 2007, veio a crise do mercado leiteiro com a apreensão de dois lotes de leite da Parmalat pela ANVISA, porque estavam com suspeita de adulteração com soda cáustica e peróxido de hidrogênio, H2O2. Foi um escândalo que desvendou a adulteração em duas cooperativas de Minas Gerais que vendiam leite para a Parmalat e também para outras grandes marcas.
Em 2 de julho de 2009 a Laep, controladora da Parmalat, anunciou um novo acordo com as empresas que assumiram o passivo. As debêntures detidas hoje pelo Fundo de Investimento em Direitos Creditórios Não-Padronizados Alemanha Multicarteira, que agora valem R$ 120 milhões, serão integralmente alienadas em favor do Emerging Market Special Situations 3 Limited ( ” EMSS ” ). O fundo, no entanto, só ficará com papéis representativos de R$ 85 milhões, que serão convertidos em uma dívida com vencimento em 31 de agosto de 2010. O EMSS receberá ainda uma opção de compra de até 50.893.994 ações classe A da Laep. Os R$ 35 milhões em debêntures restantes serão repassados do EMSS para a Companhia Brasileira de Agronegócios e Alimentação (CBAA). Mediante pagamento de um valor adicional não revelado, a CBAA ficará com as empresas Integralat e Companhia Brasileira de Lácteos. Esta última é dona de ativos como a chamada “unidade de fornos” da Parmalat, onde são produzidos biscoitos. Também é dona da fábrica de Itaperuna (RJ) e das marcas Duchen e Glória, entre outras, além de um centro de distribuição em São Paulo.
Um clima de otimismo ronda as ações da controladora da Parmalat Brasil, face esta ser considerada um porto seguro no cenário de crise econômica internacional, isto porque a Parmalat volta-se ao mercado consumidor interno com a venda de produtos de primeira necessidade. Em 16 de julho de 2009, a Nestlé iniciou o contrato de arrendamento da fábrica de Carazinho, a maior fábrica da Parmalat no país onde são produzidos leite longa vida, em pó e condensado, além de creme de leite. A Nestlé tomou posse da fábrica por 35 anos e este acordo é parte de um processo de fortalecimento de capital para a Parmalat. Para a Nestlé, é tratado como investimento para a entrada da empresa no ramo de laticínios. Em junho de 2010, o direito de uso da marca Parmalat no Brasil foi cedido para o consórcio Monticiano Participações S.A. e em dezembro de 2010, foi cedido à empresa de laticínios LBR - Lácteos Brasil S.A..

### Portugal
A Parmalat Portugal foi fundada em 1993, tendo nesse ano adquirido a UCAL (União das Cooperativas Abastecedoras de Leite de Lisboa). A subsidiária portuguesa não foi em nada afetada pela falência da empresa-mãe italiana, sendo até um exemplo para a reestruturação desta última.
Comercializa as gamas Parmalat (Leite, natas, manteiga, produtos de culinária, sumos Santàl, biscoitos Grisbi), e UCAL/São Lourenço (leite simples e achocolatado, manteiga e natas).

## Esporte

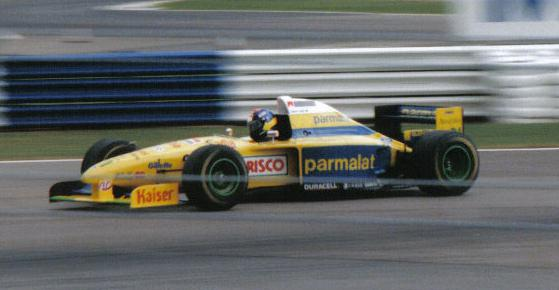
Pedro Diniz pilotando pela Parmalat Forti Ford no Grande Prêmio da Inglaterra de 1995.

Ficou bastante conhecida em todo o mundo por patrocinar a equipe Brabham de Fórmula 1 e clubes de futebol, além de elaborar modelos de co-gestão, contratando grandes jogadores para suas equipes. Patrocinou o Boca Juniors (Buenos Aires, Argentina), o Estudiantes (La Plata, Argentina), a Universidad Católica (Santiago, Chile), o Audax Italiano (La Florida, Chile), o Peñarol (Montevidéu, Uruguai), a LDU (Quito, Equador), o Olympique de Marseille (Marselha, França), o Real Madrid (Madrid, Espanha), o Dínamo de Moscou (Moscou, Rússia), o Benfica (Lisboa, Portugal), o Santa Cruz (Recife, Brasil), o Toros Neza (Nezahualcóyotl, México) e a Seleção dos Estados Unidos. Elaborou trabalho de co-gestão com o Parma (Parma, Itália), o Palmeiras (São Paulo, Brasil), o Juventude (Caxias do Sul, Brasil) e a Parmalat FC (Manágua, Nicarágua).

## Parmalat no mundo

Parmalat no mundo: no azul os países com presença direta, no verde os países com presença com licença.

### Presença direta
- África do Sul
- Austrália
- Botswana
- Canadá
- Colômbia
- Cuba
- Equador
- Itália
- Moçambique
- Nicarágua
- Paraguai
- Portugal
- Roménia
- Rússia
- Essuatíni
- Venezuela
- Zâmbia

### Presença com licença
- Brasil
- Chile
- Espanha
- Estados Unidos
- Hungria
- México
- República Dominicana
- China
- Uruguai